# Чемпіонат УРСР з футболу серед КФК 1940
Чемпіонат УРСР з футболу 1940 — футбольний турнір серед колективів фізкультури УРСР. Проходив у 3 зонах, участь у змаганнях брали 19 клубів, звання чемпіона розігрували 8 найсильніших команд, що виступали в першій групі.

## 1 зона
Матчі проходили з 8 вересня до 27 жовтня.
Підсумкова таблиця
| М  | Команда                                    | І | В | Н | П | М     | О  |
| -- | ------------------------------------------ | - | - | - | - | ----- | -- |
| 1. | «Локомотив» (Запоріжжя)                    | 7 | 6 | 0 | 1 | 25:9  | 19 |
| 2. | «Авангард» з-ду Орджонікідзе (Краматорськ) | 7 |   |   |   |       |    |
| 3. | «Стахановець» (Орджонікідзе)               | 7 | 4 | 1 | 2 | 21:12 | 16 |
| 4. | «Сталь» (Дніпродзержинськ)                 | 7 |   |   |   |       |    |
| 5. | «Дзержинець» (Ворошиловград)               | 7 |   |   |   |       |    |
| 6. | «Авангард» (Горлівка)                      | 7 |   |   |   |       |    |
| 7. | «Спартак» (Дніпропетровськ)                | 7 |   |   |   |       |    |
| 8. | «Зеніт» (Харків)                           | 7 |   |   |   |       |    |

Примітка: за перемогу — 3 очки, нічию — 2 очки, поразку — 1 очко, неявку — 0 очок.
За іншою версією, «Стахановець» (Орджонікідзе) посів друге місце, а «Авангард» (Краматорськ) — третє.
«Сталь» (Костянтинівка) не з'явилася на перші дві гри та відмовилася від участі.
Відомі результати частини матчів:
| Команда                                    | ЛОК | АВК | СТХ | СТЛ | ДЗЕ | АВГ | СПА | ЗЕН |
| ------------------------------------------ | --- | --- | --- | --- | --- | --- | --- | --- |
| «Локомотив» (Запоріжжя)                    |     | 4:1 | 2:1 | 2:4 | 2:0 | 4:0 | 6:2 | 5:1 |
| «Авангард» з-ду Орджонікідзе (Краматорськ) |     |     | 3:1 | 5:0 | 1:2 | +:- |     | 3:2 |
| «Стахановець» (Орджонікідзе)               |     |     |     | 5:0 | 2:2 | 4:3 | 4:1 | 4:1 |
| «Сталь» (Дніпродзержинськ)                 |     |     |     |     | 1:1 | 4:1 | 4:3 |     |
| «Дзержинець» (Ворошиловград)               |     |     |     |     |     | 2:0 |     |     |
| «Авангард» (Горлівка)                      |     |     |     |     |     |     |     | 3:0 |
| «Спартак» (Дніпропетровськ)                |     |     |     |     |     |     |     |     |
| «Зеніт» (Харків)                           |     |     |     |     |     |     |     |     |

## 2 зона
Підсумкова таблиця
| М  | Команда                      | І                | В                | Н                | П                | М                | О                |
| -- | ---------------------------- | ---------------- | ---------------- | ---------------- | ---------------- | ---------------- | ---------------- |
| 1. | «Цукровик» (Суми)            | 3                | 3                | 0                | 0                | 5:2              | 9                |
| 2. | «Суднобудівник-2» (Миколаїв) | 3                | 2                | 0                | 1                | 10:3             | 7                |
| 3. | «Сталь» (Ворошиловськ)       | 3                | 1                | 0                | 2                | 5:4              | 4                |
| 4. | «Спартак» (Полтава)          | 3                | 0                | 0                | 3                | 2:13             | 3                |
| 5. | «Авангард» (Дружківка)       | знято зі змагань | знято зі змагань | знято зі змагань | знято зі змагань | знято зі змагань | знято зі змагань |
| 6. | «Стахановець» (Серго)        | знято зі змагань | знято зі змагань | знято зі змагань | знято зі змагань | знято зі змагань | знято зі змагань |

## 3 зона
Матчі проходили з 22 вересня до 13 жовтня.
Підсумкова таблиця
| М  | Команда                | І                | В                | Н                | П                | М                | О                |
| -- | ---------------------- | ---------------- | ---------------- | ---------------- | ---------------- | ---------------- | ---------------- |
| 1. | «Спартак» (Чернігів)   | 3                | 3                | 0                | 0                | 8:5              | 9                |
| 2. | «Динамо» (Житомир)     | 3                | 2                | 0                | 1                | 12:4             | 7                |
| 3. | «Спартак» (Вінниця)    | 3                | 1                | 0                | 2                | 5:8              | 5                |
| 4. | «Сільмаш» (Кіровоград) | 3                | 0                | 0                | 3                | 1:9              | 3                |
| 5. | «Динамо» (Проскурів)   | знято зі змагань | знято зі змагань | знято зі змагань | знято зі змагань | знято зі змагань | знято зі змагань |